# Where My Heart Will Take Me
A Where My Heart Will Take Me a Star Trek: Enterprise tévésorozat főcímdala, melyet Russell Watson énekel. Az eredeti mű címe Faith of the Heart volt, s mint ilyen, a Patch Adams mozifilm Diane Warren által írt zeneszáma, Rod Stewart előadásában. Ez az egyetlen Star Trek-téma az eredeti sorozaton kívül, melyben énekhang is szerepel a hangszereken kívül.
A Where My Heart Will Take Me hangzott el a Discovery űrsikló legénységének ébresztőként 2005. augusztus 2-án reggel. Szintén ezzel ébresztették az Endeavour legénységét az STS–118 bevetésre 2007. augusztus 9-én. Ugyanez a dal szólt a STS–125 program keretében a Hubble űrtávcső javítása végett az Atlantis űrsikló fedélzetére lépő űrhajósoknak 2009. május 24-én.